# 岩手県道27号江刺東和線
岩手県道27号江刺東和線（いわてけんどう27ごう えさしとうわせん）は、岩手県奥州市江刺から花巻市東和町へ至る県道（主要地方道）である。

## 概要

### 路線データ
- 実延長：7,067.0 m[1]
- 起点：奥州市江刺[1]（県道8号交点）
- 終点：花巻市東和町[1]（国道107号・県道178号交点）

## 歴史
- 1959年（昭和34年）3月31日 - 宮守玉里線として県道に認定される[2]。
- 1982年（昭和57年）4月1日 - 県道小友米里線の一部と県道米里田瀬線が、江刺東和線として建設省（現・国土交通省）から主要地方道の指定を受ける[3]。
- 1983年（昭和58年）1月11日 - 江刺東和線として県道に認定される[1]。
- 1993年（平成5年）5月11日 - 建設省により改めて主要地方道の指定を受ける[4]。

## 地理

### 通過する自治体
- 奥州市
- 花巻市

### 交差する道路
- 岩手県道8号水沢米里線（奥州市江刺米里字荒町、起点）
- 岩手県道174号小友米里線（奥州市江刺米里字大谷地）
- 国道107号・岩手県道178号下宮守田瀬線（花巻市東和町田瀬21区、終点）